# Metti
Metti è una piccola frazione del comune di Bore, in provincia di Parma.
La località dista 1,65 km dal capoluogo e circa 60 km dalla città di Parma.

## Geografia fisica
La località dell'Appennino parmense sorge alla quota di 579 m s.l.m. nella valle del torrente Cenedola, affluente sinistro del Ceno.

## Storia
Centro principale della val Cenedola in epoca romana, insieme a Pozzolo, come si può evincere dalla Tabula alimentaria traianea di epoca imperiale, fu interessata dalle lotte per il possesso della Val Ceno fra Longobardi e Bizantini, finendo per essere devastata nel IX secolo dagli Ungari, periodo nel quale in prossimità di Metti venne edificata la rocca degli Orsi.
Nel 1180 gli abitanti di Metti chiesero di essere riconosciuti come pieve autonoma divenendo indipendenti da Castell'Arquato senza tuttavia riuscire nell'intento poiché solo nel 1352 la locale pieve, ancora dipendente da Castell'Arquato, passò sotto la giurisdizione della pieve di Iggio, posta nel territorio di Pellegrino Parmense. La pieve comunque fu eretta a parrocchia indipendente durante il XIV secolo.
La costruzione della casa cantoniera sorta per volere di Maria Luigia sulla strada per Genova che si dirigeva presso il passo Cento Croci diede origine al primo nucleo dell'odierno capoluogo, allora chiamato Bore di Metti.
Nel 1919 Metti e Pozzolo vennero scorporate dal comune di Pellegrino Parmense per formare un comune autonomo chiamato inizialmente Metti e Pozzolo, rinominato nel 1920 Bore di Metti. Nel 1932, riconosciuta la sempre maggior importanza che la località di Bore aveva assunto a livello commerciale, il comune assunse la denominazione di Bore e Metti divenne una semplice frazione.

## Monumenti e luoghi d'interesse
Metti ha un nucleo costituito da una cinquantina di case, costruite prevalentemente in pietra, legno e ciottoli di fiume lavorati a spacco.

### Chiesa di San Leonardo Abate

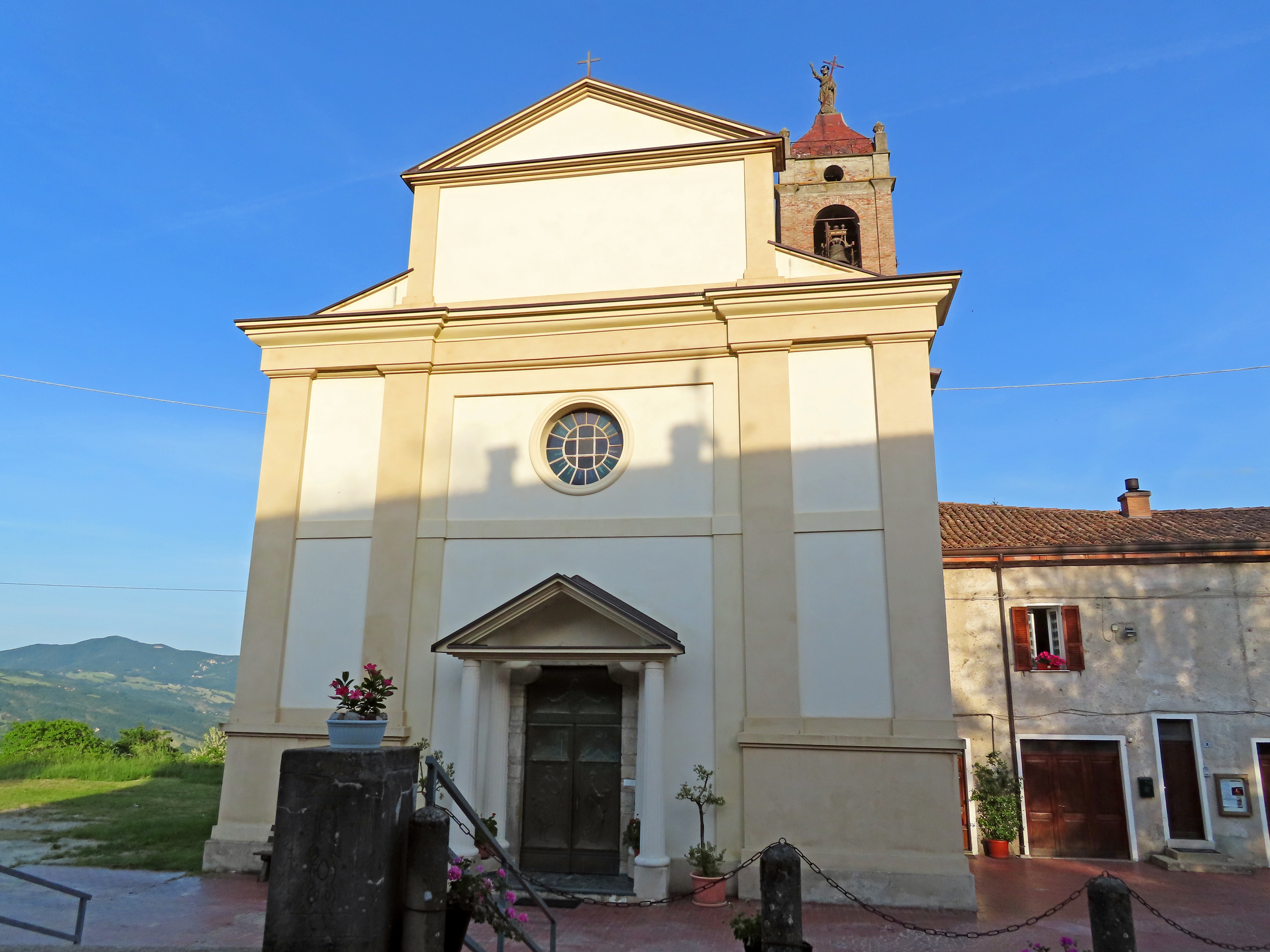
Chiesa di San Leonardo

Costruita originariamente nel XII secolo, la chiesa parrocchiale di San Leonardo, minacciata da frane tra il XVII e il XVIII secolo, fu ricostruita in posizione più sicura tra il 1801 e il 1825, in stile neoclassico; decorata internamente con lesene in finto marmo e con affreschi sulle volte della navata, del presbiterio absidato e delle sei cappelle laterali, conserva alcune opere d'arte.

### Oratorio di San Rocco

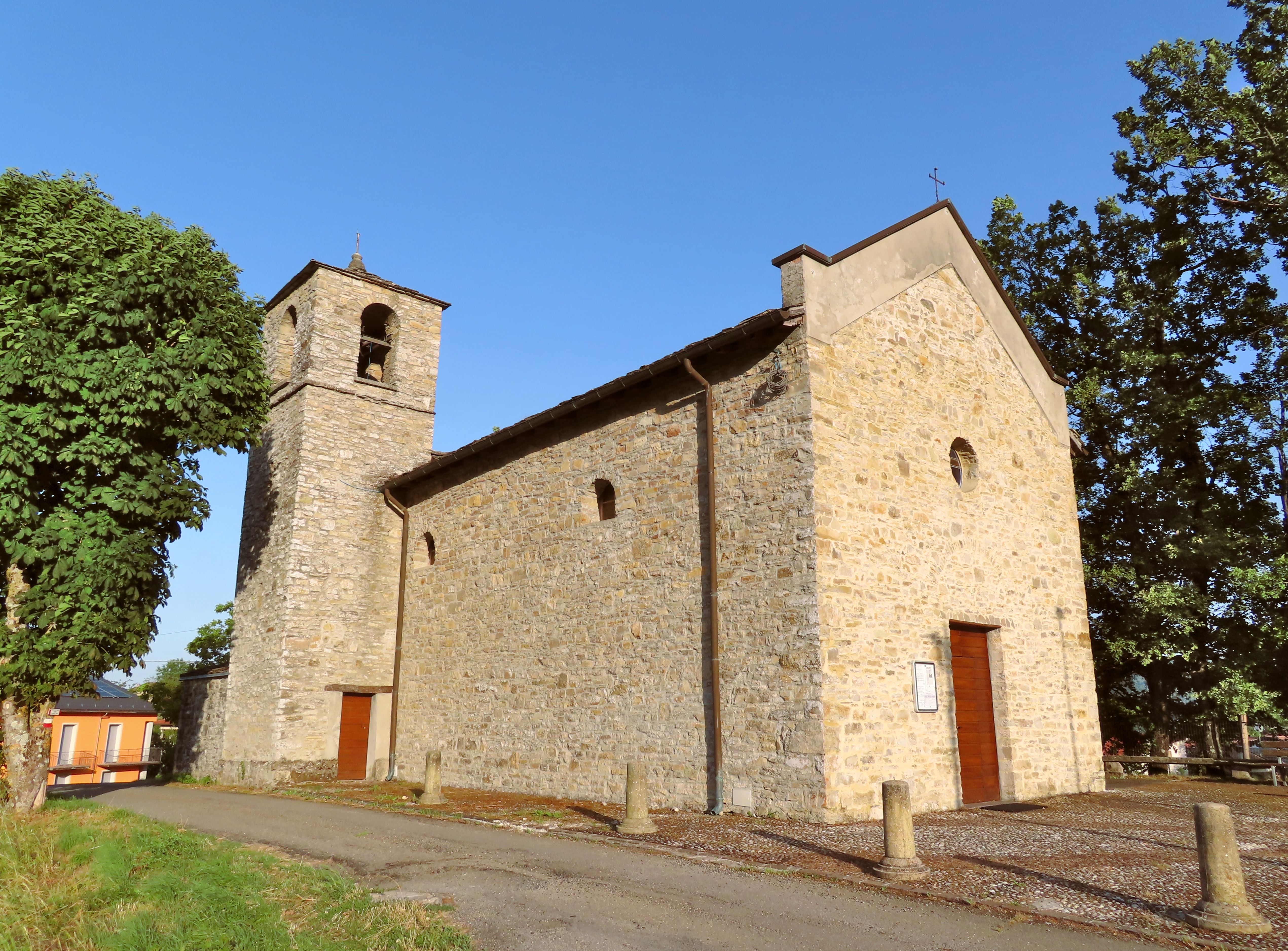
Oratorio di San Rocco

Edificato in stile tardo-romanico probabilmente in seguito alla pestilenza del 1524, l'oratorio, posto nella località di Pereto, fu successivamente ristrutturato a più riprese e decorato internamente in stile barocco; rivestito esternamente in pietra, all'interno è ornato con dipinti a motivi floreali e religiosi sulla volta a botte lunettata e sulle pareti.

### Mulino dei Raffi
Menzionato già nel XVI secolo, il mulino in pietra, posto direttamente sul torrente Cenedola, si sviluppa su una pianta quadrata; al suo interno sono ancora conservati gli ingranaggi in legno, mentre la macina è spostata all'esterno dell'edificio.